# 中原城市群城际铁路
中原城市群城際軌道交通是中國大陸河南省一个已部分投入运营并正在逐步完善的城際軌道交通系統。该系统涉及到郑州、洛阳、开封、新乡、焦作、许昌、平顶山、漯河、济源等九个城市，目的在于形成城市群区域内便捷、快速、安全、高效的城际轨道交通网络，承担城市群内部旅客交流。
2009年9月，国家发改委批复《中原城市群城际轨道交通网规划(2009-2020)》，规划建设合计里程约496公里的城际轨道交通线网，远景展望城市群外围各城市间的环形联络线和延伸线，最终形成以郑州为中心、洛阳为副中心，以京广、陇海为主轴、连接城市群地区主要城市的“‘十’字加半环线”网络构架。

## 营运中线路
2014年12月28日，郑开城际铁路正式开通运营，成为中原城市群轨道交通首条开通运营的线路；郑焦城际铁路紧随其后，于2015年6月26日开通运营。郑机城际铁路已在2015年12月31日开通运营，并已在2016年1月10日开通焦作—机场、开封—机场的跨线车。
- 郑开城际铁路
- 郑焦城际铁路
- 郑机城际铁路

## 近期规划
2025年2月，河南省发改委发布《中原城市群（河南）城际铁路建设规划（上报稿）》环境影响评价公众意见征询，当中提及将在近期建设以下线路：
- 郑州至新密连接线
- 林州经安阳至濮阳城际
- 开封至兰考城际
- 郑州经巩义至洛阳城际
- 郑州至新乡城际铁路郑州至平原新区段

## 远期规划
- 新乡－焦作线
- 焦作－沁阳－济源线
- 济源－洛阳吉利区－洛阳线
- 洛阳－伊川－汝州－宝丰－平顶山线
- 许昌－临颍－漯河线
- 郑州－荥阳－巩义－偃师－洛阳线